# Mason McDonald
Mason McDonald, född 23 april 1996 i Halifax, Nova Scotia, är en kanadensisk professionell ishockeymålvakt som spelar för Utah Grizzlies i ECHL.